# Thomas Strauss
Thomas Strauß, född den 15 december 1953 i Berlin, är en västtysk roddare.
Han tog OS-brons i tvåa utan styrman i samband med de olympiska roddtävlingarna 1976 i Montréal.